# 杨彩旗
杨彩旗（1999年1月24日—）是一位中国演员。

## 生平
公司官方艺名彩旗，曾用名魏彩绮，中国大陆著名舞蹈艺术家杨丽萍的姨侄女。1岁半便跟随其姨妈杨丽萍学习舞蹈，3岁起便在舞团登场演出，前童星。小学时，因巡演结束了正规学校的学习，由家教授课，学习四书五经、绘画、舞蹈、英语等。其后曾短暂去过北京舞蹈学院学习。2013年签约影视公司唐人影视，参与了2014年中国中央电视台春节联欢晚会，表演“时间”，持续旋转4个多小时，成为春晚演出时间最长的演员，因此一夜成名。
曾为唐人影视有限公司合约艺人，与韩东君、王彦霖、胡冰卿、金晨和陈瑶是唐人影视力捧的第三代演员。

## 参演作品

### 舞蹈
《云南映象》、《藏谜》、《万物生》、《云南的响声》（《幻觉》）、《春》、《孔雀》、《时间》

### 电影
- 2014年 《怖偶》 饰 女儿

### 电视剧
- 2016年 《青丘狐传说「婴宁」篇》 饰 婴宁 單元女主角
- 2016年 《仙剑云之凡》 饰 小蠻   第二女主角
- 待播 《超级教师之拯救初恋君》 (网络剧)

### 话剧
- 2014年 《山楂树之恋》 饰 静秋

### 真人秀
- 2018年 《高能少年團》

## 演出
- 2006年，歌舞《云南映象》全国巡演[8]
- 2009年1月19日，湖南卫视“2009春晚”《快乐回家，我们在路上》舞蹈演出、萨顶顶《万物生》舞蹈演出[9]
- 2010年，歌舞《云南的响声》全国巡演，与杨丽萍联袂演绎双人舞《幻觉》[10]
- 2012年1月17日，湖南卫视“2012春晚”表演舞蹈《春》、与杨丽萍共舞[11]
- 2012年－2013年，舞剧《孔雀》全国巡演 扮演“时间”每场旋转3000圈左右[12]
- 2014年，央视春晚表演“时间”，持续旋转4个多小时

## 评价
杨丽萍：“这个娃娃天赋、感觉太好了，是个跳舞的苗子”。但她自己并不确定当杨丽萍接班人。

## 旋转不晕
小彩旗在马年春晚上持续旋转4个多小时，成为公众议论中心，众多网友亦担心她“晕不晕”，但小彩旗脸色如常，表示自己“不晕”“旋转是修行”。杨丽萍称她“从小有这个天赋，爱转圈，也不晕”，最多能连续转8个小时。

### 解释
- 北京师范大学神经生物学硕士学耿志涛认为一方面得益于平时的训练，另一方面也和她转圈时采取的一些“技巧”有关，如匀速旋转，减少了前庭内类似“水草”的纤毛束的振动，同时眼睛似乎一直盯着天花板，以此减轻晕眩感[15]。小彩旗回应道旋转的极限跟“头晕”无关，也没有什么技巧，主要是体力上的极限[1]。